# Nieuport
För andra betydelser, se Nieuport (olika betydelser).

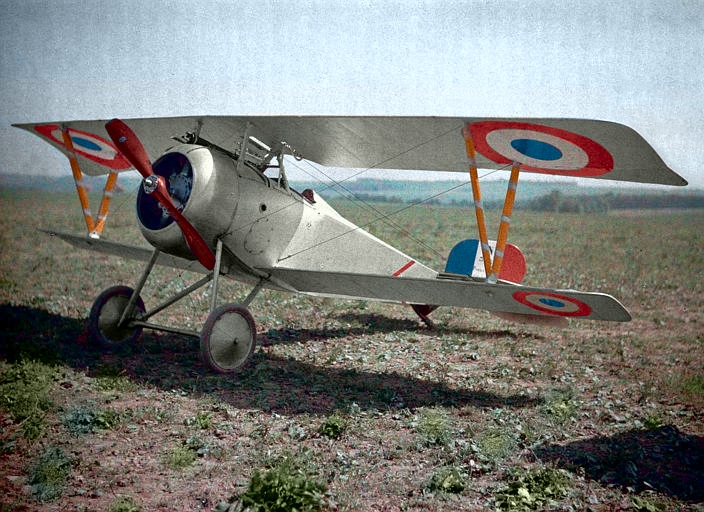
Nieuport 17 C.1 jaktplan från första världskriget.

Nieuport (uttal: /njø'pɔ:r/) senare Nieuport-Delage, var en fransk flygplanstillverkare. Man byggde tävlingsflygplan från 1909 och stridsflygplan under första världskriget och mellankrigstiden fram till 1932.
Företaget grundades av Édouard Nieuport (ursprungligen Niéport), som även var fransk rekordflygare.
Nieuport konstruerade redan 1910 monoplan som flög fortare än de samtida biplanen. Detta gjorde att en av Nieuports senare konstruktioner, Neiuport N IVG, 1912 köptes in som ett av det det svenska arméflygets två första flygplan. I Sverige gavs planet beteckningen M 1; det står numera utställt på Flygvapenmuseum i Malmslätt.